# Bombus dahlbomii
Bombus dahlbomii là một loài Hymenoptera trong họ Apidae. Loài này được Guérin-Méneville mô tả khoa học năm 1835.